# Gundgurthi, Devadurga
Gundgurthi là một làng thuộc tehsil Devadurga, huyện Raichur, bang Karnataka, Ấn Độ.